# Parablennius serratolineatus
Parablennius serratolineatus — вид риб з родини Собачкові (Blenniidae), що поширений в південно-західній частині Тихого океану біля острова Норфолк. Морська субтропічна демерсальна риба.